# Gamla varmbadhuset i Kalmar

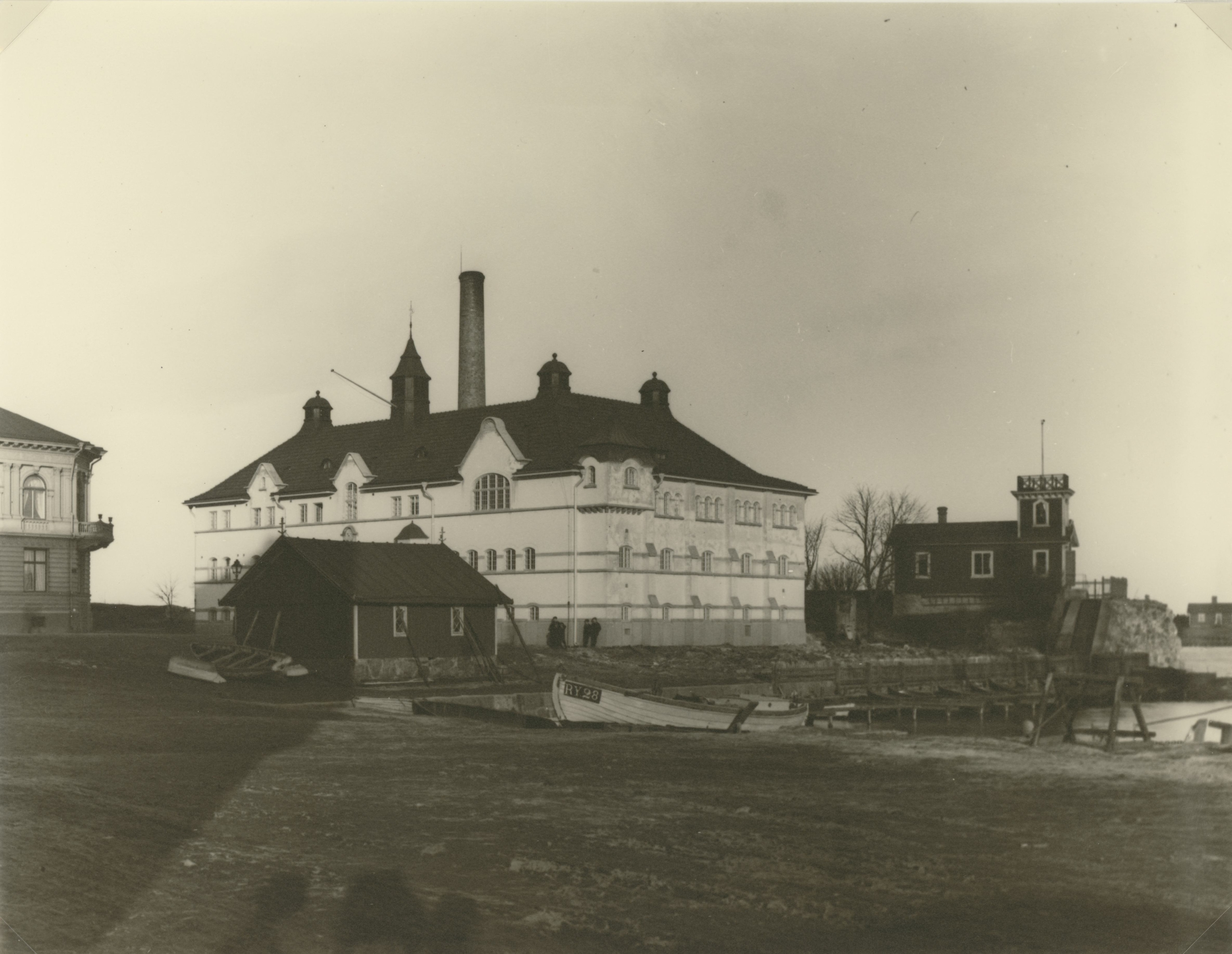
Varmbadhuset 1910.

Gamla varmbadhuset är en byggnad vid bastionen Regeringen i Kattrumpan på Kvarnholmen i Kalmar, som uppfördes som varmbadhus 1907–1909. Den ligger där Östra Vallgatan möter Södra Långgatan. Huset ritades av J. Fred Olson.
Varmbadhuset uppfördes på platsen för ett tidigare varmbadhus, vilket drevs i privat regi 1856–1905.
Den stora bassängen mätte 12,5 yard.
Josef Anton Schmid utformade fasadutsmyckning i gotländsk sandsten. Statyn över portalen föreställer Susanna i badet.
Varmbadhuset stängdes 1970. Fastigheten gjordes om 1982 till bostadsrättslägenheter med tio lägenheter om 65–160 kvadratmeter.